# München Isartalbahnhof
Der Münchner Isartalbahnhof ist das ehemalige Empfangsgebäude des gleichnamigen Bahnhofs der Isartalbahn von München nach Bichl. Das Gebäude wird heute von der Johanniter-Unfall-Hilfe genutzt und ist als Baudenkmal in die Bayerische Denkmalliste eingetragen.

## Lage
Das Gebäude liegt in der Schäftlarnstraße 9 im Münchner Stadtteil Sendling gegenüber der Großmarkthalle München.

## Geschichte
1891 nahm die Isartalbahn von Thalkirchen aus ihren Betrieb auf, 1892 wurde die Strecke nach München hinein bis Sendling verlängert. Dort entstand 1892 ein Empfangsgebäude. 1895 wurde der Bahnhof Zielpunkt der ersten elektrischen Straßenbahn Münchens, die ihn mit der Innenstadt verband.
Nachdem 1938 der Eigentümer, die Lokalbahn Aktien-Gesellschaft (LAG), verstaatlicht wurde und seit 1950 auch die Personenzüge der Isartalbahn über die Sollner Kurve zum Münchner Hauptbahnhof fuhren, verlor der Bahnhof seine betriebliche Bedeutung. Mit der Stilllegung des Streckenabschnitts zwischen Großhesselohe und Sendling wurde auch der Isartalbahnhof 1964 stillgelegt. Zwei Jahrzehnte war er ungenutzt und verwahrlost, seit Ende der 1980er Jahre wird er vom Regionalverband München der Johanniter-Unfall-Hilfe genutzt.
Der an derselben Strecke gelegene Großhesseloher Isartalbahnhof erfuhr,  ebenfalls in den 1980er-Jahren, eine neue Nutzung als Gasthausbrauerei.

## Beschreibung
Das Gebäude ist ein Backsteinbau mit 90 Meter Länge und 8,50 Meter Breite. Es besteht aus vier in der Höhe gestaffelten Pavillons, die durch niedrigere Längsbauten miteinander verbunden sind. Zwischen den beiden mittleren Pavillons erstreckt sich entlang des Längsbaus eine gusseiserne Perronüberdachung.